# Reubens
Reubens est une ville américaine située dans le comté de Lewis en Idaho.
La ville est fondée en 1907 lors de l'achèvement du Camas Prairie Railroad (en). Elle doit son nom à James Ruben, un amérindien ayant combattu aux côtés du gouvernement lors de la guerre des Nez-Percés.
Selon le recensement de 2010, Reubens compte 71 habitants. La municipalité s'étend alors sur 0,29 mille carré (0,75 km2).